# Lemúria (festival romà)

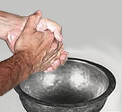
La rentada de mans, un element purificador de la Lemúria

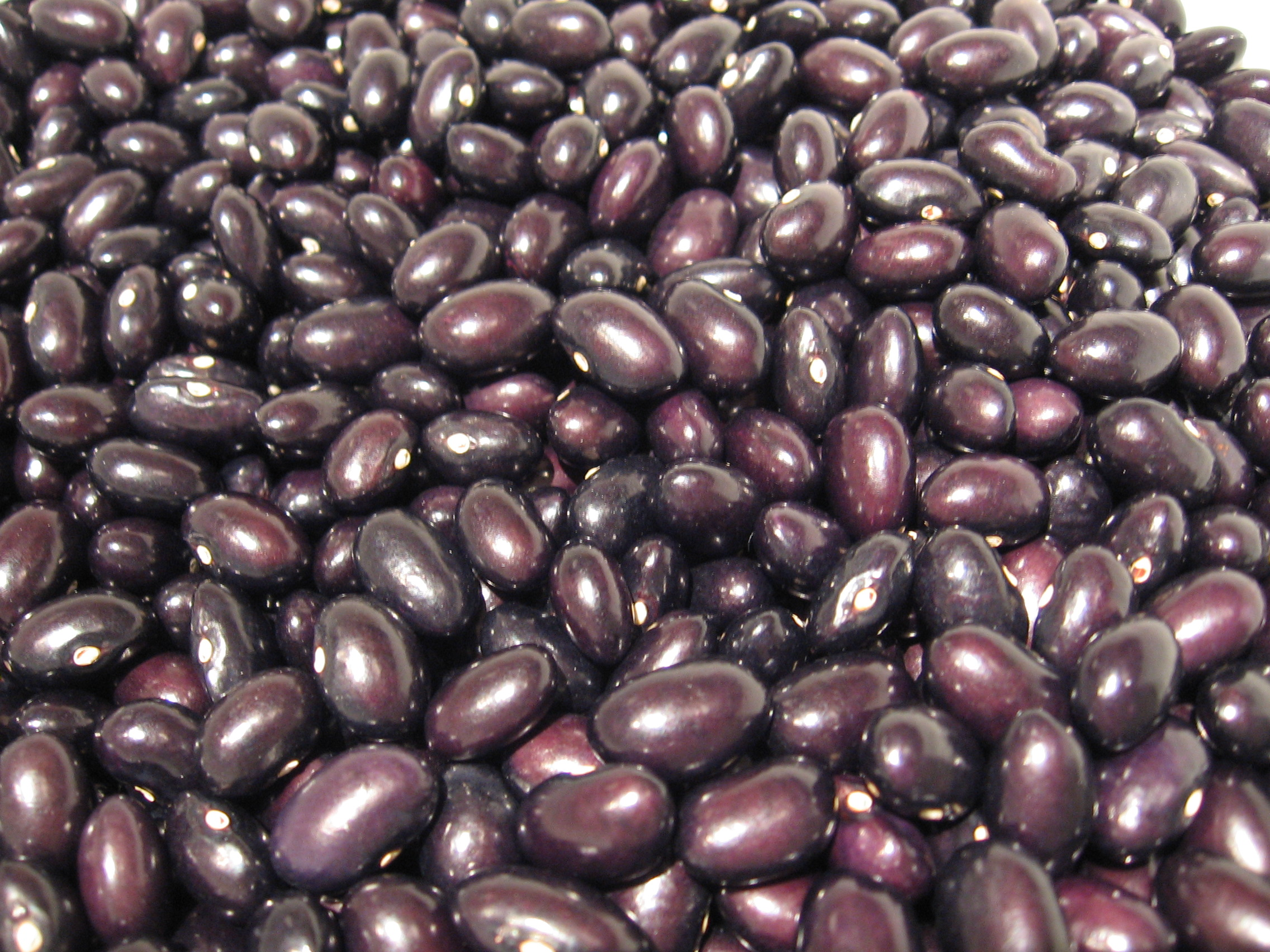
El fesol negre, un dels elements purificadors que es feien servir per la Lemúria.

Lemúria o Lemuràlia va ser una festivitat del calendari romà religiós per fer fora de la casa els esperits inquiets dels morts. Es feia cada any al mes de maig i els rituals tenien caràcter privat. El seu nom procedeix de Lèmur l'esperit de les persones mortes.

## Orígens
Es diu que Ròmul la va instituir per apaivagar l'esperit del seu germà Rem al qui havia matat, i que originalment es va dir Remúria. Se celebrava de nit i en silenci durant tres dies no seguits (9, 11 i 13 de maig). Aquests dies estaven marcats al calendari amb la N de nefastus, a diferència de la Feràlia, una altra festivitat religiosa dedicada als esperits dels difunts. Durant la celebració els temples dels déus eren tancats i portava mala sort casar-se en aquests dies i fins i tot durant la totalitat del mes de maig, i si algú ho feia s'esperava que es moriria aviat.
Sembla que en un principi aquesta festa religiosa va tenir caràcter públic i que en els temps en què Ovidi va fer una descripció havia passat a tenir caràcter domèstic i privat, practicada només per es persones supersticioses, igual com va passar amb la Feralia dedicada als manes.

## Activitats
Durant la nit dels dies de la Lemúria, el pare de família es llevava a mitjanit, es rentava les mans, es posava a caminant descalç per la casa mentre mastegava fesols negres i els escopia sense mirar enrere, després invitava als esperits inquiets a marxar d'aquell lloc (haec ego mitto; his redimo meque meosque fabisi. Manes exite paterni! ), i feia sonar els estris de metall que tenien a la cuina. Aquest ritu es repetia nou vegades i es donava per acabat. L'ús de fesols negres era típic de les cerimònies relacionades amb els morts, també es feien servir en la Palília i la Feralia. Fins i tot és curiós trobar l'ús d'aquest llegum en ritus semblants en cultures llunyanes com ara al Japó i amb el mateix significat.
Les verges vestals aprofitaven per fer la mola salsa durant aquests dies, un condiment sagrat que farien servir en els sacrificis oferits a Juno el mes següent.

## En època cristiana
El papa Bonifaci IV, va consagrar l'edifici del Panteó de Roma en nom de la verge Maria i dels màrtirs cristians un 13 de maig de l'any 609, fet que alguns historiadors han interpretat com una continuació dels exorcismes pagans que es feien durant la Lemúria. Des d'aquell dia es va celebrar cada any la festa dedicada a  Sanctae Mariae et Martyres, però que la gent va anomenar "Festa de Tots Sants" fins que es va traslladar a l'1 de novembre, data que anteriorment estava dedicada a l'advocació de sant Efrem.
Altres autors, en canvi, relacionen l'actual festa de Tots Sants amb la celebració romana de la Parentalia.